# ریورویو (شهرستان هیلزبرو، فلوریدا)
ریورویو (به انگلیسی: Riverview) یک منطقهٔ مسکونی در ایالات متحده آمریکا است که در شهرستان هیلزبرو، فلوریدا واقع شده‌است. ریورویو ۱۲۴٫۳ کیلومتر مربع مساحت و ۷۱٬۰۵۰ نفر جمعیت دارد و ۴٫۸۸ متر بالاتر از سطح دریا قرار دارد.